# Lauterbrunnen
Lauterbrunnen là một ngôi làng ở huyện hành chính Interlaken-Oberhasli của bang Bern thuộc Thụy Sĩ.